# Džing Džijuan
Džing Džijuan (kitajsko: 靖志遠; pinjin: Jìng Zhìyuǎn), kitajski general, * 1944, Šandong, Kitajska.
Džing Džijuan, general (Šang Džjang), je trenutno član Centralne vojaške komisije.